# سيلينا جيد
سيلينا جيد (بالإنجليزية: Celina Jade)‏ هي ممثلة، مغنية وعارضة أمريكية هونج كونجية ولدت في 10 يونيو 1985 في هونغ كونغ لأب أمريكي وأم صينية.

## وصلات خارجية
- سيلينا جيد على موقع IMDb (الإنجليزية)
- سيلينا جيد على موقع ميتاكريتيك (الإنجليزية)
- سيلينا جيد على موقع روتن توميتوز (الإنجليزية)
- سيلينا جيد على موقع قاعدة بيانات الأفلام العربية
- سيلينا جيد على موقع ألو سيني (الفرنسية)
- سيلينا جيد على موقع تيرنر كلاسيك موفيز (الإنجليزية)
- سيلينا جيد على موقع أول موفي (الإنجليزية)
- سيلينا جيد على موقع قاعدة بيانات الفيلم (الإنجليزية)
- سيلينا جيد على موقع كينوبويسك (الروسية)